# Philotheca sericea
Philotheca sericea är en vinruteväxtart som först beskrevs av Paul G. Wilson, och fick sitt nu gällande namn av Paul G. Wilson. Philotheca sericea ingår i släktet Philotheca och familjen vinruteväxter. Inga underarter finns listade i Catalogue of Life.